# Pokémon (Anime)/Episodenliste

Logo der Serie

Dies ist eine Episodenliste, welche einen Überblick über die zurzeit 26 Staffeln der Animeserie Pokémon geben soll. Diese Staffeln gibt es im Ursprungsland der Serie, Japan, in dieser Form nicht. Dort stellen die hier aufgeführten Staffeln mehr oder weniger getrennte Serien dar. Die erste Serie, Pocket Monsters, bilden die Staffeln 1 bis 5. Sie werden außerhalb Japans – vor allem als Abgrenzung zu den anderen Serien – als Originalserie bezeichnet und haben keinen Untertitel. Von Staffel 6 bis 9 lief die Serie in Japan unter dem Titel Pocket Monsters: Advanced Generation. Die dritte Serie beinhaltet die Staffeln 10 bis 13 und hatte in Japan den Titel Pocket Monsters: Diamond & Pearl. Die vierte Serie, welche die Staffeln 14 bis 16 umfasst, lief in Japan unter dem Titel Pocket Monsters: Best Wishes!. Die fünfte Serie trug in Japan den Titel Pocket Monsters: XY und beinhaltet die Staffeln 17 bis 19. Die sechste Serie umfasst die Staffeln 20 bis 22 und erhielt in Japan den Titel Pocket Monsters: Sun & Moon. Die siebte Serie, welche die Staffeln 23 bis 25 beinhaltet, trug in Japan – wie die erste – den Titel Pocket Monsters. Die achte Serie, die mit Staffel 26 beginnt, hat in Japan wieder den Titel Pocket Monsters.
Die in westlichen Ländern vermarktete Version der Serie(n) basiert zumeist, so auch die deutsche Version, jedoch nicht auf der ursprünglichen japanischen, sondern auf der für den US-amerikanischen Markt angepassten Version. Hierfür wurde die Serie in den USA nicht einfach auf Englisch synchronisiert, sondern darüber hinaus auch Namen der Figuren und Orte sowie die Titel der Episoden angepasst. Darüber hinaus werden die Musikuntermalung ausgetauscht und Inhalte visuell geändert bzw. zensiert. Dazu erhalten die Staffeln dort ihre hier aufgeführten Untertitel. Den Beginn einer neuen Staffel erkennt man in den USA – und dementsprechend auch in Deutschland – am wechselnden Vorspann.

## Übersicht
| Staffel | Titel                                                  | Episoden- anzahl A | Episoden- anzahl A | Erstausstrahlung Japan | Erstausstrahlung Japan | Deutschsprachige Erstveröffentlichung | Deutschsprachige Erstveröffentlichung | Erstveröffentlichung USA | Erstveröffentlichung USA |
| Staffel | Titel                                                  | Episoden- anzahl A | Episoden- anzahl A | Staffelpremiere        | Staffelfinale          | Staffelpremiere                       | Staffelfinale                         | Staffelpremiere          | Staffelfinale            |
| ------- | ------------------------------------------------------ | ------------------ | ------------------ | ---------------------- | ---------------------- | ------------------------------------- | ------------------------------------- | ------------------------ | ------------------------ |
| 1       | Indigo-Liga                                            | 82 (79)            | 82 (79)            | 1. Apr. 1997           | 21. Jan. 1999          | 1. Sep. 1999                          | 29. Feb. 2000                         | 8. Sep. 1998             | 27. Nov. 1999 B          |
| 2       | Orange-Liga                                            | 36                 | 36                 | 28. Jan. 1999          | 7. Okt. 1999           | 1. Mär. 2000                          | 1. Mai 2001                           | 4. Dez. 1999             | 14. Okt. 2000            |
| 3       | Die Johto Reisen                                       | 41                 | 41                 | 14. Okt. 1999          | 27. Juli 2000          | 17. Mai 2001                          | 7. Nov. 2001                          | 14. Okt. 2000            | 11. Aug. 2001            |
| 4       | Die Johto Liga Champions                               | 52                 | 52                 | 3. Aug. 2000           | 2. Aug. 2001           | 12. Mär. 2002                         | 2. Okt. 2002                          | 18. Aug. 2001            | 7. Sep. 2002             |
| 5       | Master Quest                                           | 65 (64)            | 65 (64)            | 9. Aug. 2001           | 14. Nov. 2002          | 25. Aug. 2003                         | 7. Juni 2004                          | 14. Sep. 2002            | 25. Okt. 2003            |
| 6       | Advanced                                               | 40                 | 40                 | 21. Nov. 2002          | 28. Aug. 2003          | 18. Aug. 2003                         | 2. Aug. 2004                          | 15. Mär. 2003            | 4. Sep. 2004             |
| 7       | Advanced Challenge                                     | 52                 | 52                 | 4. Sep. 2003           | 2. Sep. 2004           | 9. Sep. 2005                          | 24. Nov. 2005                         | 11. Sep. 2004            | 10. Sep. 2005            |
| 8       | Advanced Battle                                        | 53 (52) C          | 53 (52) C          | 9. Sep. 2004           | 29. Sep. 2005          | 26. Sep. 2006                         | 8. Dez. 2006                          | 17. Sep. 2005            | 8. Juli 2006             |
| 9       | Battle Frontier                                        | 47                 | 47                 | 6. Okt. 2005           | 14. Sep. 2006          | 2. Aug. 2007                          | 9. Okt. 2007                          | 8. Sep. 2006             | 3. Mär. 2007             |
| 10      | Diamond and Pearl                                      | 52 (51)            | 52 (51)            | 28. Sep. 2006          | 25. Okt. 2007          | 27. Mai 2008                          | 7. Aug. 2008                          | 20. Apr. 2007            | 1. Feb. 2008             |
| 11      | DP: Battle Dimension                                   | 52                 | 52                 | 8. Nov. 2007           | 4. Dez. 2008           | 18. Feb. 2009                         | 6. Mai 2009                           | 12. Apr. 2008            | 2. Mai 2009              |
| 12      | DP: Galactic Battles                                   | 53 (52)            | 53 (52)            | 4. Dez. 2008           | 24. Dez. 2009          | 29. Mär. 2010                         | 18. Juni 2010                         | 9. Mai 2009              | 15. Mai 2010             |
| 13      | DP: Sieger der Sinnoh-Liga                             | 34                 | 34                 | 7. Jan. 2010           | 9. Sep. 2010           | 21. Feb. 2011                         | 24. Apr. 2011                         | 5. Juni 2010             | 5. Feb. 2011             |
| 14      | Schwarz & Weiß                                         | 48 D               | 48 D               | 23. Sep. 2010          | 15. Sep. 2011          | 1. Mai 2011                           | 17. Jan. 2012                         | 12. Feb. 2011            | 7. Jan. 2012             |
| 15      | Schwarz & Weiß: Rivalen des Schicksals                 | 49                 | 49                 | 22. Sep. 2011          | 4. Okt. 2012           | 2. Apr. 2012                          | 10. Feb. 2013                         | 18. Feb. 2012            | 26. Jan. 2013            |
| 16A     | Schwarz & Weiß: Abenteuer in Einall                    | 45                 | 25                 | 11. Okt. 2012          | 18. Apr. 2013          | 19. Aug. 2013                         | 4. Sep. 2013                          | 2. Feb. 2013             | 20. Juli 2013            |
| 16B     | Schwarz & Weiß: Abenteuer in Einall und darüber hinaus | 45                 | 20                 | 25. Apr. 2013          | 26. Sep. 2013          | 4. Sep. 2013                          | 10. Jan. 2014                         | 27. Juli 2013            | 7. Dez. 2013             |
| 17      | XY                                                     | 48                 | 48                 | 17. Okt. 2013          | 30. Okt. 2014          | 19. Okt. 2013                         | 5. Dez. 2014                          | 19. Okt. 2013            | 20. Dez. 2014            |
| 18      | XY – Erkundungen in Kalos                              | 45 E               | 45 E               | 13. Nov. 2014          | 22. Okt. 2015          | 2. Mai 2015                           | 8. Mär. 2016                          | 7. Feb. 2015             | 19. Dez. 2015            |
| 19      | XYZ                                                    | 47 (48) F          | 47 (48) F          | 29. Okt. 2015          | 27. Okt. 2016 F        | 28. Mai 2016                          | 4. Mär. 2017 F                        | 20. Feb. 2016            | 21. Jan. 2017 F          |
| 20      | Sonne & Mond                                           | 43                 | 43                 | 17. Nov. 2016          | 21. Sep. 2017          | 19. Nov. 2016                         | 3. Mär. 2018                          | 20. Nov. 2016            | 9. Dez. 2017             |
| 21      | Sonne & Mond – Ultra-Abenteuer                         | 49 (48)            | 49 (48)            | 5. Okt. 2017           | 14. Okt. 2018          | 10. Mär. 2018                         | 1. Apr. 2019                          | 24. Mär. 2018            | 23. Feb. 2019            |
| 22      | Sonne & Mond – Ultra-Legenden                          | 54                 | 54                 | 21. Okt. 2018          | 3. Nov. 2019           | 18. Apr. 2019                         | 3. Mai 2020                           | 23. Mär. 2019            | 7. Mär. 2020             |
| 23      | Reisen                                                 | 48                 | 48                 | 17. Nov. 2019          | 4. Dez. 2020           | 24. Juni 2020                         | 28. Mai 2021                          | 12. Juni 2020            | 5. Mär. 2021             |
| 24      | Meister-Reisen                                         | 42                 | 42                 | 11. Dez. 2020          | 10. Dez. 2021          | 27. Aug. 2021                         | 1. Juni 2022                          | 10. Sep. 2021            | 26. Mai 2022             |
| 25      | Ultimative Reisen                                      | 57 (53/54) G       | 57 (53/54) G       | 17. Dez. 2021          | 24. Mär. 2023 G        | 1. Aug. 2022                          | 2. Okt. 2023 G                        | 21. Okt. 2022            | 8. Sep. 2023 G           |
| 26      | Horizonte                                              | 45                 | 45                 | 14. Apr. 2023          | 29. Mär. 2024          | 2. Feb. 2024                          | 18. Okt. 2024                         | 7. Mär. 2024             | 22. Nov. 2024            |
| 27      | Horizonte: Staffel 2 – Die Suche nach Laqua            |                    |                    | 12. Apr. 2024          |                        | 21. Feb. 2025                         |                                       | 7. Feb. 2025             |                          |

## Nicht (mehr) gezeigte Episoden
Es gibt eine Reihe von Episoden, die entweder nie gezeigt oder nach einer gewissen Zeit aus dem Programm genommen wurden. In der folgenden Auflistung ist auch die Nummer der Episode nach japanischer Zählweise angegeben.
Originalserie
Beauty and the Beach
Beauty and the Beach (18) wurde am 24. Juni 2000 zum ersten Mal in den USA ausgestrahlt und kurz darauf aus dem Programm genommen und daher auch in Deutschland nie gezeigt.
Grund dafür war, dass Team-Rocket-Bösewicht James an einem Schönheitswettbewerb teilnimmt, wofür er sich mit künstlichen Brüsten als Frau verkleidet. In den USA wurde die Episode einmal ohne eine Szene ausgestrahlt, in der James mit seinen Brüsten vor Misty prahlt.
Tentacha & Tentoxa
Tentacha & Tentoxa (19) wurde zunächst in den USA nicht gezeigt, da diese kurz nach den Anschlägen am 11. September ausgestrahlt werden sollte. Den Zensoren waren die Gemeinsamkeiten zwischen den realen und den in dieser Episode gezeigten Ereignissen zu groß. Erst als Cartoon Network und Boomerang mit der Ausstrahlung begannen, wurde diese Episode erstmals in den USA ausgestrahlt. Nach Hurrikan Katrina wurde die Episode erneut für einige Zeit in 2005 aus den Sendelisten genommen, da eine überflutete Stadt gezeigt wird, die an die Begebenheiten in New Orleans erinnert.
Der Terror-Turm
Auch Der Terror-Turm (23) wurde nur in den USA gestrichen. Nach den Terroranschlägen vom 11. September sendete man die Folge nur wegen des Namens The Tower of Terror nicht mehr.
Miniryū no Densetsu
ミニリュウのでんせつ (deutsch etwa: „Die Legende des Dratini“) (35) schaffte es nicht in die USA und nach Deutschland, da sie den Verantwortlichen zu gewalttätig war und weil dort mehrmals Waffen auf Menschen gerichtet werden. Da alle Folgen, die in Deutschland gezeigt werden, aus den USA kommen, wurde diese Folge auch in Deutschland nicht gezeigt. In dieser Folge fängt Ash eine Tauros-Herde, die auch in späteren Episoden zu sehen war, ohne Erklärung, woher sie kam.
Dennō Senshi Porigon
でんのうせんしポリゴン (deutsch etwa: „Cyber-Soldat Porygon“) (38) ist die wohl bekannteste abgesetzte Pokémon-Episode. Sie enthält eine Szene, in der eine Explosion durch ein schnelles abwechselndes Flackern in rot und blau dargestellt wird. Dadurch können epileptische Anfälle ausgelöst werden. So kam es dazu, dass mehrere Hundert japanische Kinder ins Krankenhaus eingeliefert wurden. Bei vielen weiteren Kindern dürfte die Szene nur Kopfschmerzen verursacht haben. Die Episode wurde nie wieder ausgestrahlt und auch nicht an andere Länder verkauft.
Der Vorfall wurde auch in anderen Zeichentrickserien parodiert. So bekommt Kenny in der South-Park-Episode „Chinpokomon“ einen epileptischen Anfall, während in der Simpsons-Episode „Die japanische Horror-Spielshow“ die ganze Familie davon betroffen ist. In der US-amerikanischen Serie Drawn Together erklärt Ling-Ling, welcher auf Pikachu basiert, seine Aufgabe sei es, dafür zu sorgen, dass Kinder epileptisch werden.
Rossanas Odyssee
Rossanas Odyssee (65) wurde nach mehreren Ausstrahlungen gestrichen. Grund dafür war das Pokémon Rossana (jap. Rougela nach Rouge), welches in dieser Folge eine größere Rolle spielt. Carole Boston Weatherford, eine afro-amerikanische Autorin, kritisierte im Jahr 2000 kurz nach der US-Veröffentlichung des ersten Filmes und dieser Episode in einem Artikel der Zeitschrift Black World Today, dass Rossana Klischees und Stereotypen über Dunkelhäutige ähnele. Offiziell heißt es, dass dieses Pokémon von dem japanischen Trend Yamauba inspiriert wurde. Game Freak hat darauf entschieden, Rossana ab 2002 in den Pokémon-Spielen die Hautfarbe lila zu geben, das 2005 auch im Anime für alle zukünftigen Auftritte von Rossana übernommen wurde. Die Farbänderung wurde nur in einigen früher ausgestrahlten Episoden nachträglich geändert.
Flug des Grauens
Die Episode Flug des Grauens (84) wurde in den USA ebenfalls abgesetzt, weil der englische Titel A Scare in the Air an den 11. September erinnert. 4Kids Entertainment benannte die Episode zeitweise in Spirits in the Sky um.
Theater, Theater …
Die Episode Theater, Theater … (92) enthält wie Rossanas Odyssee das Pokémon Rossana und wurde 2014 aus allen Veröffentlichungen und offiziellen Listen der Serie in den USA und Deutschland gestrichen.
Ash und die Lektion auf der Mandarininsel
Die Episode Ash und die Lektion auf der Mandarininsel (101) wurde zuerst in Japan zensiert und auch in den USA gekürzt, ehe sie seit 2014 nicht mehr außerhalb Japans gezeigt oder veröffentlicht wird. Die Episode enthält wieder das Pokémon Rossana, aber auch eine Figur mit groß gezeichneter weiblicher Brust. In Japan wurde 1999 bereit eine zensierte Version veröffentlicht, die die Brust zu verstecken versucht. Für die japanischen Veröffentlichungen wird seit etwa 2017 zusätzlich zur Zensur noch Rossana mit lila Hautfarbe gezeigt.
Kōri no Dōkutsu!
こおりのどうくつ! (deutsch etwa: „Die Eishöhle!“) (252) wurde u. a. in Deutschland und den USA nicht gesendet, da Rossana in dieser Folge noch über ihre schwarze Hautfarbe verfügt. Es kursierte auch das Gerücht, der Grund läge darin, dass Rocko in dieser Episode an einer Krankheit leidet, die ähnliche Symptome wie SARS aufweist. Erst 2017 erschien eine Version in Japan in der ihre Hautfarbe geändert wurde.
Advanced Generation
Yureru Shima no Tatakai! Dojotchi VS Namazun!!
ゆれる島の戦い! ドジョッチVSナマズン!! (deutsch etwa: „Kampf auf der bebendenden Insel! Schmerbe gegen Welsar!!“) ist die erste Episode, die weder in den USA noch in Japan gezeigt wurde. In ihr haben Ash und seine Freunde unter Erdbeben zu leiden, die von Welsar ausgelöst werden. Eigentlich sollte die Folge am 4. November 2004 zum ersten Mal in Japan ausgestrahlt werden, doch das Chūetsu-Erdbeben sorgte dafür, dass die Folge verschoben und anschließend eingestellt werden musste. Woanders war die Episode auch nicht zu sehen, da 4kids diese Episode offenbar nie zum Übersetzen erhalten hatte. 2005 war ein Erdbeben in Pakistan Grund genug, keine Ausstrahlung in den USA zu planen.
Satoshi to Haruka! Hōen de no Atsuki Batoru!!
Die Episode サトシとハルカ! ホウエンでの熱きバトル!! (deutsch etwa: „Ash und Maike! Heiße Kämpfe in Hoenn“) (396) wurde in den USA nicht gezeigt und ging daher auch nicht nach Deutschland. In der Episode sieht man sehr viele Rückblicke auf die verschiedenen Kämpfe von Ash und Maike in Hoenn. Dies ist die zweite Episode der Serie, in der Team Rocket nicht vorkommt. Das war zum damaligen Zeitpunkt eine Seltenheit.
Diamond & Pearl
Satoshi to Hikari! Aratanaru Bōken ni Mukatte!!
サトシとヒカリ! 新たなる冒険に向かって!! (deutsch etwa: „Ash und Lucia! Einem neuen Abenteuer zugewandt!!“) (516) ist nicht in den USA ausgestrahlt und somit auch nicht ins Deutsche synchronisiert worden. Die Episode besteht aus Rückblicken auf die bisherigen Abenteuer der Gruppe und fasst vor allem Ashs und Lucias Erlebnisse der ersten 47 Folgen von Pocket Monsters: Diamond & Pearl zusammen.
Fushigina Ikimono Poketto Monsutā!
ふしぎないきものポケットモンスター! (deutsch etwa: „Die geheimnisvollen Wesen, Pokémon!“) (588) ist eine weitere Episode, die nicht in den USA ausgestrahlt wurde und deshalb auch nicht nach Deutschland kam. In dieser Folge lassen Ash und seine Freunde ihre bisherigen Abenteuer Revue passieren; außerdem gibt es Ausblicke auf spätere Folgen.
Schwarz & Weiß
Roketto-dan VS Purazuma-dan!
Der Zweiteiler ロケット団VSプラズマ団! (deutsch etwa: „Team Rocket gegen Team Plasma!“) wurde aufgrund des Tōhoku-Erdbebens vom 11. März 2011 und dessen Folgen in Japan nicht gesendet. Die Doppelfolge sollte ursprünglich am 17. und 24. März 2011 ausgestrahlt werden. Ein Grund für die Streichung ist die Zerstörung einer Stadt in der Episode.
XY
In den Staffeln 17 bis 19 gibt es keine reguläre Episode, die international nicht gezeigt wurde.
Sonne & Mond
Satoshi to Nagetukesaru! Yūjō no Tatchidaun!!
Die Folge サトシとナゲツケサル! 友情のタッチダウン!! (deutsch etwa: „Ash und Quartermak! Touchdown der Freundschaft!!“) (1005) wurde am 1. März 2018 in Japan erstausgestrahlt. Da in der Folge Ash sich das Gesicht dunkel anmalt, um einigen Quartermak-Pokémon näher zu kommen und sich anzufreunden, erinnert das Färben seines Gesichtes an das rassistische Blackfacing. Außerhalb Asiens wurde die Episode nicht gezeigt. In Deutschland wäre sie Ende Juli 2018 und in den USA Anfang August 2018 ausgestrahlt worden, wenn sie nicht übersprungen worden wäre.
Reisen
Koharu to Ībui Shinka no Kiseki
Die Folge コハルとイーブイ　しんかのきせき (deutsch etwa: „Koharu und Evoli – Das Wunder der Entwicklung“) (1206) wurde nicht für den US-amerikanischen Markt synchronisiert und dementsprechend auch nicht ins Deutsche. In dieser Episode wird die Reise von Chloe und ihrem Evoli und deren Begegnungen mit den Evoli-Entwicklungen zusammengefasst.
Saikōchō Shidō! Satoshi no Masutāzu Tōnamento!!
最高潮始動！サトシのマスターズトーナメント！！ (deutsch etwa: „Der Höhepunkt beginnt! Ash im Turnier der Acht Meister!!“) (1208) ist eine weitere Episode, die weder in den USA noch in Deutschland synchronisiert und ausgestrahlt wurde. Diese Folge bietet einen Rückblick auf das Viertelfinale des Turniers der Acht Meister, insbesondere auf Ashs bisherige Strategien, und schaut auch auf die Trainer, die zum Halbfinale vorgerückt sind.
GO FOR DREAM! Gō, Yume e no Michi!!
Als weitere Zusammenfassungs-Episode wurde GO FOR DREAM！ゴウ、夢への道！！ (deutsch etwa: „GO FOR DREAM! Gohs Weg zu Mew“) (1213) nicht in den USA und somit auch nicht in Deutschland ausgestrahlt. Diese Folge blickt auf Gohs Reise mit seinen Galar-Startern Intelleon und Liberlo zurück und fasst Gohs Beteiligung am Projekt Mew zusammen.
Saikōchō! Kessen Zen'ya Satoshi VS Dande!!
Die Episode 最高潮！決戦前夜サトシVSダンデ！！ (deutsch etwa: „Höhepunkt! Die Nacht vor dem entscheidenden Kampf! Ash gegen Delion!!“) (1215) wurde ebenso wie die ähnlich aufgebaute Episode 1208 weder in den USA noch in Deutschland ausgestrahlt. Sie bietet einen Rückblick auf das Halbfinale des Turniers der Acht Meister und beleuchtet die Strategien dieser Kämpfe. Außerdem werden die Teams der Finalisten näher betrachtet.